# Sternula balaenarum
Il fraticello di Damara (Sternula balaenarum, Strickland, 1852), è un uccello della sottofamiglia Sterninae nella famiglia Laridae.

## Sistematica
Sternula balaenarum non ha sottospecie, è monotipica.

## Distribuzione e habitat
Questa sterna nidifica principalmente lungo le coste della Namibia tra le foci dei fiumi Cunene e Orange, ma anche nelle tre province del Capo in Sudafrica e in Angola fino alla regione di Cabinda. Dopo la stagione riproduttiva migra a nord e la si incontra nelle acque costiere della Repubblica Democratica del Congo, Repubblica del Congo, Gabon, Camerun, Nigeria, Benin, Togo, Ghana e Costa d'Avorio.